# Gelbe Gauklerblume
Die Gelbe Gauklerblume (Mimulus guttatus), auch Gefleckte Gauklerblume oder Gewöhnliche Gauklerblume genannt, ist eine Pflanzenart aus der Gattung der Gauklerblumen (Mimulus). Sie stammt ursprünglich aus Nordamerika, ist in Europa eingebürgert und wird auch als Zierpflanze genutzt. Sie wird auch als Erythranthe guttata (DC.) G.L.Nesom in die Gattung Erythranthe gestellt.

## Beschreibung

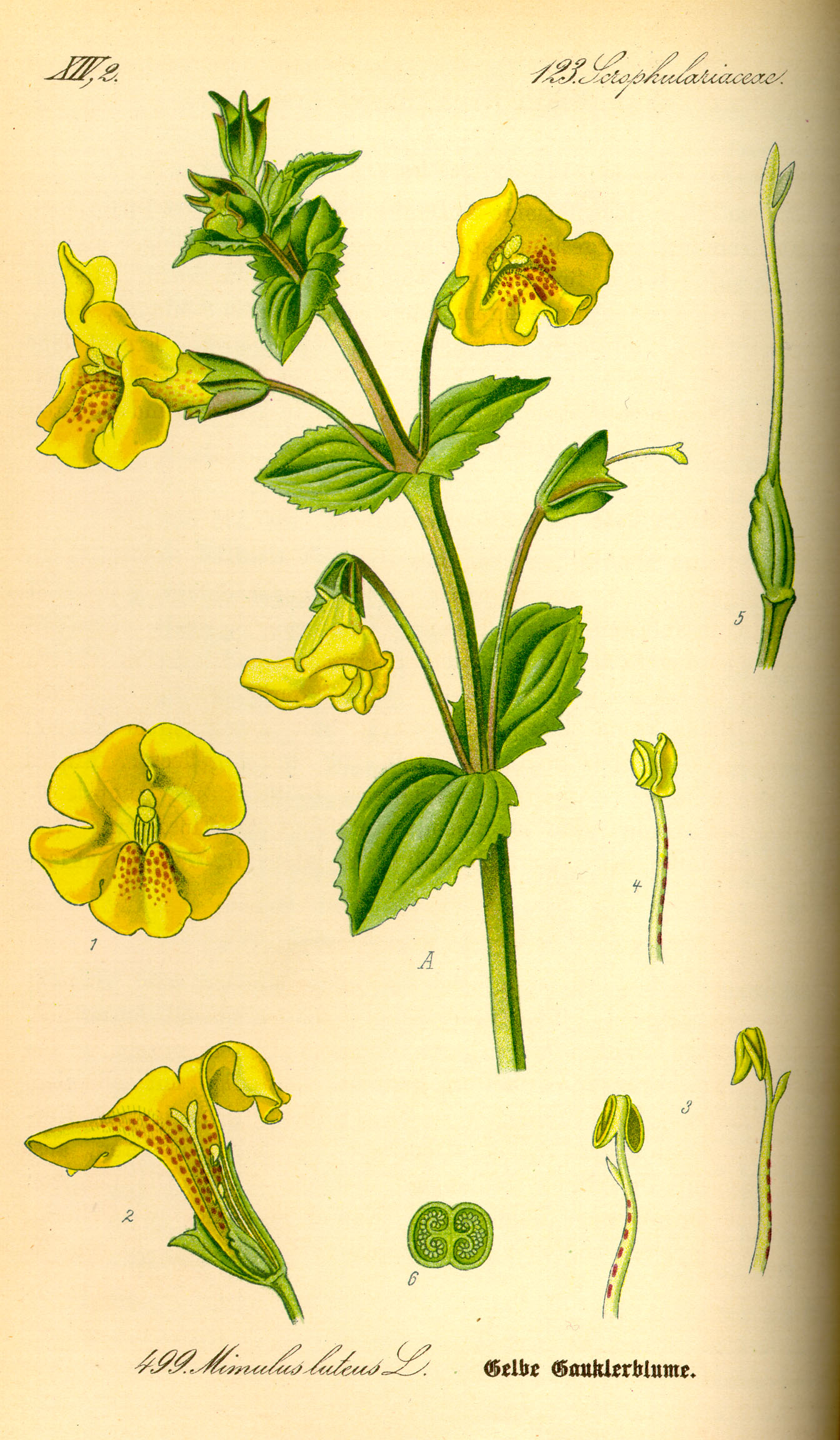
Illustration

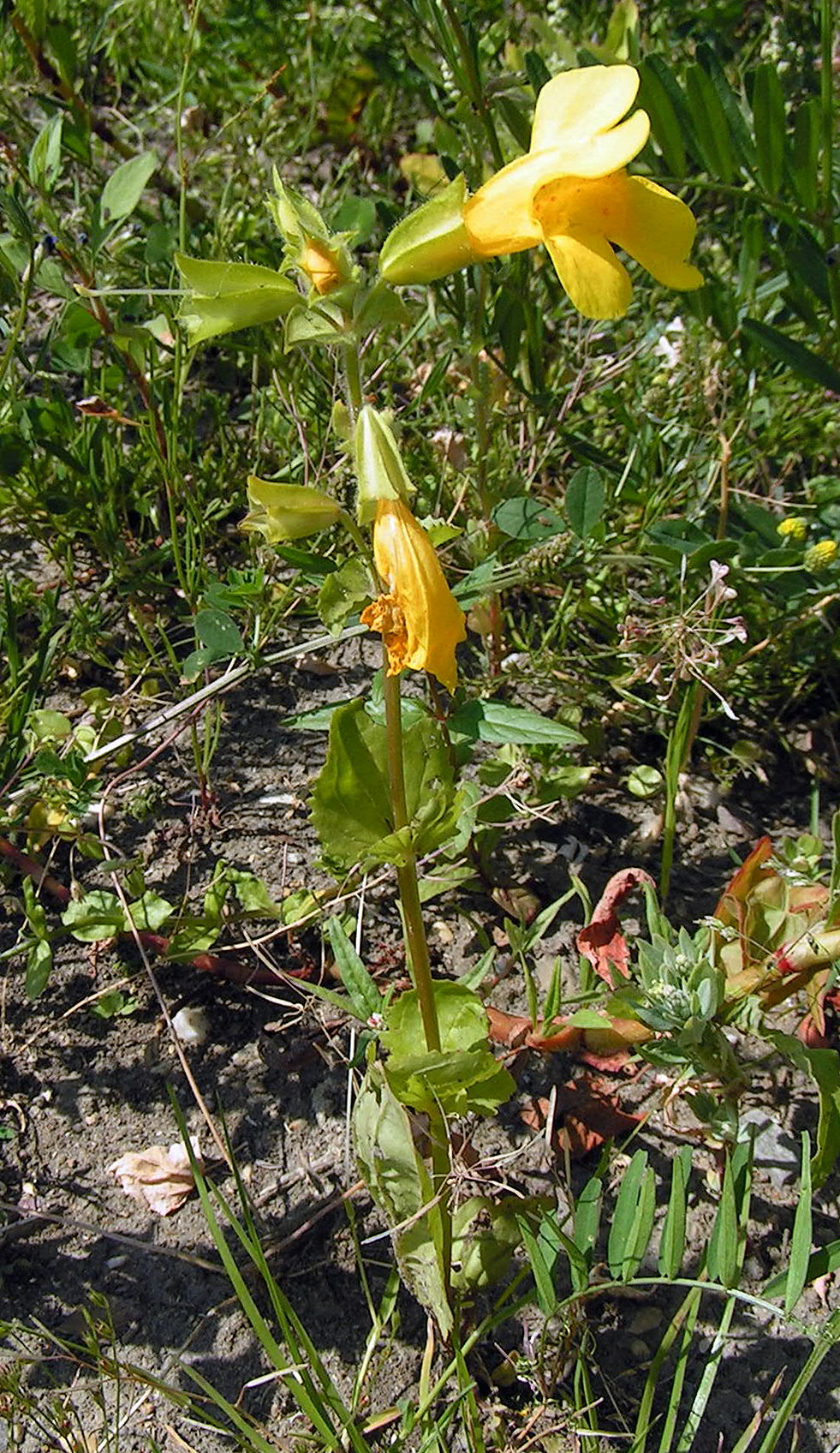
Die Gelbe Gauklerblume wächst auf feuchten Böden und an sauberen Flussufern.

### Vegetative Organe
Die Gelbe Gauklerblume ist eine einjährige oder ausdauernde, krautige Pflanze, die Wuchshöhen von meist 30 bis 50 (5 bis 90) Zentimetern erreicht. Der grüne Stängel ist aufrecht oder auch bogig aufsteigend und kann einfach oder ausladend verzweigt sein. Er ist schwach vierkantig, hohl und im oberen Bereich mehr oder weniger drüsig behaart. 
Von den gegenständig angeordneten Laubblättern sind die unteren gestielt und die oberen sitzend oder auch teilweise den Stängel umfassend. Die einfache Blattspreite ist eiförmig oder manchmal herzförmig mit einer Länge von 2 bis 10 Zentimetern und einer Breite von bis zu 6 Zentimetern. Im Blütenstandsbereich kann die Blattgröße stark reduziert sein (Hochblätter). Der Blattrand ist unregelmäßig grob gezähnt, kann aber auch fast glatt sein. 

### Blütenstand, Blüte, Frucht und Samen
Die Blütezeit reicht etwa von Juni bis September. Der lockere, traubige Blütenstand ist drüsig bis flaumig behaart. Er trägt typischerweise drei bis sieben Blüten, die paarweise in den Achseln der oberen Blätter stehen. Die Blütenstiele sind 12 bis 25 Millimeter lang. 
Die zwittrigen Blüten sind zygomorph und fünfzählig mit doppelter Blütenhülle. Die fünf grünen Kelchblätter sind verwachsen. Die Kelchzähne sind deutlich ungleich, die oberen zwei etwas größer als die restlichen. Die fünf gelben Kronblätter sind zu einer 2 bis 4,5 Zentimeter langen Kronröhre verwachsen. Die aufrechte bis zurückgeschlagene Oberlippe ist zweilappig. Die dreilappige Unterlippe ist oft rot gepunktet und ihre behaarten Wülste verschließen den Schlund oft weitgehend. Es sind nur vier Staubblätter vorhanden. Der Griffel endet in einer zweilappigen Narbe. 
Die zweifächerige Kapselfrucht enthält zahlreiche, kleine Samen.

### Chromosomenzahl
Die Chromosomenzahl beträgt 2n = 28, 48 oder 56.

## Ökologie
Die Gelbe Gauklerblume ist ein Hemikryptophyt (Halbrosetten- oder Schaftpflanze) oder eine Sumpfpflanze. 
Die Blüten sind ausgeprägt zweilippige, unvollkommene „Maskenblumen“. Der Kroneneingang ist bis auf einen schmalen Spalt durch die Lippen verschlossen. Die zweilappigen Narben sind durch Erschütterung seismonastisch reizbar und klappen innerhalb weniger Sekunden zusammen. Falls kein Pollen abgelegt wird, ist die Bewegung reversibel. Die Erholungsphase beträgt ½ bis 1 Stunde. Die Bestäubung erfolgt durch Insekten, besonders Bienen. 
Es erfolgt Windausbreitung oder Schwimmausbreitung der Samen. Durch Menschenausbreitung ist die Gelbe Gauklerblume ein Kulturflüchter. Die Samen sind Lichtkeimer.

## Vorkommen
Die Gelbe Gauklerblume stammt ursprünglich aus dem westlichen Nordamerika. Sie wurde zunächst als Zierpflanze nach Europa eingeführt und verwilderte. Als Wildpflanze wurde sie erstmals 1814 in Schottland beobachtet, 1824 dann auch in England und Norddeutschland. Sie breitet sich entlang der Flussläufe aus. In den Allgäuer Alpen steigt sie in Bayern an einer Waldstraße östlich der Unteren Wilhelmine bis zu einer Höhenlage von 1360 Metern auf.
Die Gelbe Gauklerblume kommt an feuchten und nassen Stellen wie Bach- und Flussufern, Gräben und Quellen vor. Sie bevorzugt kalkarmen, basischen, kiesigen oder sandig-lehmigen Boden. Sie breitet sich über rasch einwurzelnde Ausläufer schnell aus. Wo der Neophyt eingebürgert ist, passt er sich in die Vegetation ein, ohne andere Arten zu verdrängen. Sie kommt in Mitteleuropa vor allem in Gesellschaften der Verbände Sparganio-Glycerion fluitantis, Cardamino-Montion oder Agropyro-Rumicion vor.

## Verwendung
Die Gauklerblume wird auch als dekorativer Bestandteil in Pflanzenmatten zur Uferbefestigung verwendet, z. B. an Teichen und Seen, was man in naturnahen Gebieten als Florenverfälschung ansehen kann.